# فاصله (موسیقی)
فاصله، یا بُعد در موسیقی امروزه به مفهوم فاصله مابین دو نت (نت‌های موسیقی) با توجه به نسبت فرکانس موجود بین آن‌ها است. این همان چیزی است که به صورت اختلاف بین دو صدای موسیقایی خود را نشان می‌دهد و گوش قادر به تشخیص آن می‌باشد؛ مثلاً اختلافی که گوش بین دو نت دو و ر ادراک می‌کند.

## تعریف
فاصلهٔ بین دو صوت موسیقایی نسبت بسامدهای آن‌ها (یعنی ارتعاشات آن‌ها در ثانیه) است. با تقسیم بسامد (فرکانس) بیشتر به بسامد کمتر مقدار عددی آن به دست می‌آید. از جنبه فیزیکی، فاصله دو صوت را می‌توان نسبت ارتفاع‌های آن‌ها نیز تعریف کرد. اهمیت فواصل اصوات در موسیقی ناشی از این است که احساس ناشی از استماع متوالی یا هم‌زمان دو صوت بستگی به فاصلهٔ آن‌ها دارد و اگر بسامد آن‌ها چنان تغییر کند که نسبت دو بسامد ثابت بماند، این حس تغییر نمی‌کند. شیوه دیگر برای اندازه‌گیری فاصله‌ها که امروزه عمومیت یافته فرضیه سنت است که بر پایه آن اکتاو به ۱٬۲۰۰ سنت تقسیم می‌شود.
مثال از فاصله‌های ملودیک و هارمونیک به ترتیب: سوم، چهارم، پنجم و اکتاو

## فاصله در موسیقی قدیم
موسیقی‌دانان قدیم ایران از آنجا که هنوز فرکانس شناخته نشده بود، برای مشخص کردن موقعیت، نغمه‌ها را از روی جایگاه آن‌ها روی وتر یا سیم شناسایی می‌کردند. در گذشته پس از حنجره و حلق انسان، کامل‌ترین سازهایی که می‌تواند همه نغمه‌ها را ایجاد کند سازهای زهی و در میان آن‌ها عود بود بنابراین در این گونه دسته‌بندی، فاصله یا محل هر نغمه روی رشته یا سیم معلوم و طبعاً شامل درازایی می‌شد و هر بعد با نسبتی که همان نسبت طولی بود مشخص می‌گردید.
ابعاد در موسیقی قدیم بر پایه انواع بزرگ (کبری)، کوچک (صغری)، ملایم (مطبوع) و ناملایم (نامطبوع) تقسیماتی داشته‌است.
ابونصر فارابی در کتاب موسیقی کبیر دربارهٔ بعدهای موسیقی چنین آورده‌است:
اگر دو نغمه مقترن در طبقه (درجه صوتی) یگانه‌ای قرار گیرند، مطلقاً یک نغمه به‌شمار آیند، اما گاه دو نغمه در دو طبقه (درجه) قرار گیرند و میان مرتبه نغمه زیر و مرتبه نغمه بم فاصله‌ای از حیث زیری و بمی (حدث و ثقل) پدید آید که مقدار آن، فزونی نخستین نغمه بر نغمه دوم یا کاستی دومین از نخستین (از نظر حدت) است. ما این فاصله را که میان این دو از نظر حدت (زیری) یا از نظر ثقل (بمی) موجود است «بعد صوتی» خوانیم.

## نیم پرده‌ی دیاتُنیک و کروماتیک
وقتی از یک نوت نیم پرده به سمت بالا و یا پایین حرکت کنیم و باعث تغییر نام آن نت شویم این نیم پرده ی ایجاد شده از نوع دیاتنیک خواهد بود ولی اگر نام نت تغییر نکند، نیم پرده ی به دست آمده، کروماتیک خواهد بود. به وسیله ی علامتهای تغییر دهنده که در سمت چپ نت قرار می‌گیرند، می‌توان صدای نت مورد نظر را تیم پرده یا دو نیم پرده کروماتیک بالاتر و یا پایین تر برد.